# Hendecasis apicefulva
Hendecasis apicefulva là một loài bướm đêm trong họ Crambidae.